# Document Management Alliance
Document Management Alliance, DMA – opracowana w 1998 roku przez grupę roboczą organizacji AIIM, specyfikacja opisująca wspólny interfejs dostępu i przeszukiwania baz dokumentów, z myślą o zapewnieniu wymienności informacji między rozmaitymi systemami zarządzania dokumentacją.